# 심포니 (웹 프레임워크)
심포니(Symfony)는 스프링 프레임워크의 설계 영향을 받은 PHP 웹 프레임워크의이며 재사용 가능한 PHP 구성 요소/라이브러리들의 모임이다. 심포니는 2005년 10월 18일 자유 소프트웨어로 출시되었으며 MIT 허가서에 의거하여 출시된다.

## 기술적 설명
심포니는 스프링 프레임워크에 큰 영향을 받았다.
심포니는 기존의 PHP 오픈 소스 프로젝트들을 프레임워크의 일부로 사용하며, 다음을 포함한다:
- DB 를 조작하는 객체 관계 매핑(ORM) 으로는 독트린 ORM 을 사용한다[2]
- PDO 데이터베이스 추상화 계층 (독트린)
- PHPUnit: 유닛 테스팅 프레임워크
- Twig: 탬플릿 엔진
- 스위프트 메일러: 이메일 라이브러리

심포니는 또한 자신만의 구성요소들을 이용하는데, 이것들은 그 밖의 다양한 프로젝트를 위해 심포니 컴포넌트 상에서 자유롭게 이용이 가능하다:
- 심포니 YAML: Spyc 기반 YAML 파서
- 심포니 이벤트 디스패처
- 심포니 디팬던시 인젝터: 의존성 주입기
- 심포니 태플릿팅: 탬플릿팅 엔진

## 개발사
Symfony는 프랑스 소프트웨어 개발사이자 전문 서비스 제공업체인 SensioLabs 에서 개발했다 .  첫 번째 이름은 Sensio Framework 였으며  모든 클래스에 sf라는 접두사를 붙였다. 나중에 오픈 소스 프레임워크 로 출시하기로 결정했을 때, 브레인스토밍을 통해 기존 테마 및 클래스 이름 접두사와 일치하는 symfony(버전 2부터 Symfony로 변경)라는 이름이 정해졌다. 

## 출시
심포니는 시간 기반 모델을 통해 릴리스를 관리한다. 새로운 심포니는 6개월마다 출시된다. 5월에 한 번, 11월에 한 번 꼴이다. 이 릴리스는 심포니 2.2 기준으로 채택되었으며 이 문서에 언급되는 모든 규칙들은 심포니 2.4 기준으로 준수되어야 한다.
심포니의 표준 버전은 8개월 간 유지보수 되는데 이때는 버그가 수정되며 이후 8개월은 보안패치만 이뤄진다 총 16개월이다. 
한편 장기 지원(LTS) 버전은 3년 간 지원된다. 새로운 LTS 릴리스는 2년에 한 차례 출시된다.
현재의 LTS 릴리스는 https://symfony.com/roadmap?version=3.4 에 의거하여 버전 3.4이다.
| 색   | 의미                         |
| ---- | ---------------------------- |
| 빨강 | 더 이상 지원되지 않는 릴리스 |
| 녹색 | 현재 지원 중인 릴리스        |
| 파랑 | 차기 릴리스                  |

| 버전 | 출시일      | 지원  | PHP 버전 | 유지보수 만기 |
| ---- | ----------- | ----- | -------- | ------------- |
| 1.0  | 2007년 1월  | 3년   | ≥ 5.0    | 2010년 1월    |
| 1.1  | 2008년 6월  | 1년   | ≥ 5.1    | 2009년 6월    |
| 1.2  | 2008년 12월 | 1년   | ≥ 5.2    | 2009년 11월   |
| 1.3  | 2009년 11월 | 1년   | ≥ 5.2.4  | 2010년 11월   |
| 1.4  | 2009년 11월 | 3년   | ≥ 5.2.4  | 2012년 11월   |
| 2.0  | 2011년 7월  |       | ≥ 5.3.2  | 2013년 3월    |
| 2.1  | 2012년 9월  | 8개월 | ≥ 5.3.3  | 2013년 6월    |
| 2.2  | 2013년 3월  | 8개월 | ≥ 5.3.3  | 2013년 11월   |
| 2.3  | 2013년 6월  | 3년   | ≥ 5.3.3  | 2016년 5월    |
| 2.4  | 2013년 11월 | 8개월 | ≥ 5.3.3  | 2014년 7월    |
| 2.5  | 2014년 5월  | 8개월 | ≥ 5.3.3  | 2015년 1월    |
| 2.6  | 2014년 11월 | 8개월 | ≥ 5.3.3  | 2015년 7월    |
| 2.7  | 2015년 5월  | 3년   | ≥ 5.3.9  | 2018년 5월    |
| 2.8  | 2015년 11월 | 3년   | ≥ 5.3.9  | 2018년 11월   |
| 3.0  | 2015년 11월 | 8개월 | ≥ 5.5.9  | 2016년 7월    |
| 3.1  | 2016년 5월  | 8개월 | ≥ 5.5.9  | 2017년 1월    |
| 3.2  | 2016년 11월 | 8개월 | ≥ 5.5.9  | 2017년 7월    |
| 3.3  | 2017년 6월  | 8개월 | ≥ 5.5.9  | 2018년 1월    |
| 3.4  | 2017년 11월 | 3년   | ≥ 5.5.9  | 2020년 11월   |
| 4.0  | 2017년 11월 | 8개월 | ≥ 7.1.3  | 2018년 7월    |
| 4.1  | 2018년 5월  | 8개월 | ≥ 7.1.3  | 2019년 7월    |
| 4.2  | 2018년 11월 | 8개월 | ≥ 7.1.3  | 2020년 1월    |
| 4.3  | 2019년 5월  | 8개월 | ≥ 7.1.3  | 2020년 7월    |
| 4.4  | 2019년 11월 | 3년   | ≥ 7.1.3  | 2023년 11월   |
| 5.0  | 2019년 5월  | 8개월 | ≥ 7.2.5  | 2020년 7월    |
| 5.1  | 2020년 5월  | 8개월 | ≥ 7.2.5  | 2021년 1월    |
| 5.2  | 2020년 11월 | 8개월 | ≥ 7.2.5  | 2021년 7월    |
| 5.3  | 2021년 5월  | 8개월 | ≥ 7.2.5  | 2022년 1월    |
| 5.4  | 2021년 11월 | 3년   | ≥ 7.2.5  | 2025년 11월   |
| 6.0  | 2021년 11월 | 8개월 | ≥ 8.0.2  | 2023년 1월    |
| 6.1  | 2021년 5월  | 8개월 | ≥ 8.1.0  | 2023년 1월    |
| 6.2  | 2022년 11월 | 8개월 | ≥ 8.1.0  | 2023년 7월    |
| 6.3  | 2023년 5월  | 8개월 | ≥ 8.1.0  | 2024년 1월    |

## 같이 보기
- 웹 프레임워크 비교
- 라임
- 젠드 프레임워크

## 추가 문헌
- Potencier, Fabien and Zaninotto, Francois. (2007). The Definitive Guide to symfony. en:Apress. ISBN 1-59059-786-9.
- Potencier, Fabien. (2009). Practical symfony (2009). Sensio Labs Books. Doctrine edition, ISBN 978-2-918390-06-0, Propel edition, 978-2918390077, and Spanish edition available on lulu.com.
- Fabien Potencier, Hugo Hamon: Symfony, Mieux developper en PHP avec symfony 1.2 et Doctrine, Eyrolles 2009, ISBN 978-2-212-12494-1, French
- Tim Bowler, Wojciech Bancer (2009). Symfony 1.3 Web Application Development, en:Packt. ISBN 978-1-84719-456-5.